# Microhyla berdmorei
Microhyla berdmorei es una especie de anfibio anuro de la familia Microhylidae.

## Distribución geográfica
Esta especie se encuentra en el noreste de India, Bangladés, sur de China (provincia de Yunnan), Birmania, Tailandia, Vietnam, Laos, Camboya, Indonesia, Malasia peninsular y en el este de Malasia.

## Taxonomía
Microhyla fowleri ha sido liberada de su sinonimia con esta especie por Dubois en 1987 en la que fue colocada por Bourret en 1942 y por Taylor en 1962 y nuevamente fue puesta en sinonimia por Matsui en 2011.

## Etimología
Esta especie lleva el nombre en honor a Thomas Matthew Berdmore (1811–1859). 

## Publicaciones originales
- Blyth, 1856 "1855" : Report for October Meeting, 1885. Journal of the Asiatic Society of Bengal, vol. 24, p. 711-723[6]
- Cochran, 1927 : New reptiles and batrachians collected by Dr. Hugh M. Smith in Siam. Proceedings of the Biological Society of Washington, vol. 40, p. 179–192
- Cope, 1867 : On the families of the raniform Anura. Journal of the Academy of Natural Sciences of Philadelphia, sér. 2, vol. 6, p. 189-206
- Taylor, 1934 : Zoological results of the third De Schauensee Siamese Expedition, Part III. Amphibians and reptiles. Proceedings of the Academy of Natural Sciences of Philadelphia, vol. 86, p. 281-310.